# Hubert de Munchensy
Hubert de Munchensy, también Hubert de Montecanisio (Hubert II Mont-Canisy, c. 1065-Edwardstone, 1121), fue un noble caballero anglonormando, señor de Mont-Canisy en Calvados, Normandía y barón de Edwardstone en Inglaterra. Feudatario de Robert Malet y también arrendatario menor en Suffolk. Cedió el señorío de Yaxley al priorato de Robert en Eye en el momento de su fundación y también fue benefactor del Priorato de Thetford. En 1115, comenzó a certificar las cartas de su padre (Hubert I), se enriqueció con la concesión de muchos de los honorarios de Goderic Dapifer, un hijo de Hubert de Ryes. Hubert y sus descendientes fueron benefactores de la Abadía de Abingdon en Colne, Essex, fundada en tiempos de Faritius por Alberic I de Vere. Murió como monje de la Abadía de Abingdon en tiempos del abad Faritius. 

## Herencia
Hubert se casó dos veces:
- Una hija de Goderic Dapifer (c. 1040-1092), también citada como «nieta de Aslac». Posiblemente madre de :

1. Hubert III de Munchensy (m. 1166);
2. Gilbert de Munchensy (c. 1087-1121).

- Muriel de Valoignes (c. 1065-1149), hija de Pierre de Valognes. Fruto de esta relación nacieron varios hijos:

1. Sarah de Munchensy (c. 1097-1175), esposa de William I le Blount, tercer barón de Ixworth (c. 1096-1169);
2. Geoffrey de Munchensy;
3. Hugo de Munchensy (c. 1110-1187), monje de la abadía de Thetford;
4. Roger de Munchensy, señor de Stanstead (c. 1120-?). Casado con Matilda de Vaux (c. 1130-?);
5. Warin de Munchensy;